# Kurt Neubauer
Kurt Neubauer (Hopfengarten, Landkreis Bromberg, 27 de março de 1899 – Munique, 9 de novembro de 1923) foi um trabalhador alemão, guarda-costas de Erich Ludendorff e um dos participantes mortos no Putsch da Cervejaria de novembro de 1923.
Alguns dias após o Putsch Neubauer foi sepultado no Cemitério de Solln, Munique.
Logo após sua morte Neubauer foi, assim como os outros participantes mortos no golpe fracassado de Hitler em 1923, alardeado pela propaganda nazista como um "mártir da luta pela liberdade" dos nacionalistas e especialmente do movimento de Hitler, e incluído no culto que os nacional-socialistas promoveram desde o restabelecimento do NSDAP em 1925.
Hitler dedicou o primeiro volume de seu livro Mein Kampf, publicado pela primeira vez em 1925, a Neubauer e aos outros 15 golpistas mortos em 1923. Esses homens estão listados pelo nome em uma dedicatória no prefácio do livro.
Em 1933 uma placa foi colocada na Feldherrnhalle em Munique com os nomes dos dezesseis participantes mortos no golpe de Hitler. Uma guarda de honra permanente da SS foi instalada ao lado desta placa. Todo transeunte que passasse pela placa era obrigado a homenageá-los com a saudação nazista.
Em 1935 dois "Templos de Honra" foram erguidos na Königsplatz, no centro de Munique, que a partir de então serviram de sepultura para as dezesseis pessoas que morreram no golpe de 1923. Como parte desse enterro dos mortos, Neubauer - como os outros quinze golpistas que foram mortos - foi exumado mais de uma década após sua morte e enterrados juntos em um desses templos em 9 de novembro de 1935 como parte de um ato oficial do estado. Neubauer foi novamente sepultado em sarcófago de bronze com outros três mortos durante o golpe de novembro - Johann Rickmers, Max Erwin von Scheubner-Richter e Karl Kuhn. Hitler mais tarde chamou o "pequeno Neubauer" de "apoiador leal" em um de seus monólogos no quartel-general do Führer.
Após o fim da Segunda Guerra Mundial os “Templos de Honra” na Königsplatz de Munique foram demolidos e Neubauer foi enterrado novamente no Cemitério de Solln.